# Neokopinata
Neokopinata is een geslacht van vliesvleugeligen uit de familie van de bronswespen (Chalcididae). De wetenschappelijke naam van dit geslacht werd voor het eerst geldig gepubliceerd in 2003 door T. C. Narendran.

## Soorten
Het geslacht Neokopinata is monotypisch en omvat slechts de volgende soort:
- Neokopinata sawarka Narendran, 2003